# 川端文夫
川端 文夫（かわはた / かわばた ふみお、1905年（明治38年）3月20日 - 1980年（昭和55年）8月6日）は、昭和期の実業家、労働運動家、政治家。衆議院議員。

## 経歴
富山県出身。1917年（大正6年）富山県横田尋常小学校を卒業した。
(株) 研精製作所を設立し社長に就任。東京都大森区会議員となり、また東京都議会議員にも選出されて4期在任し、同議会建設委員長、同総務委員長も務めた。また、日本労働総同盟東京鉄工組合執行委員、城南機械工業協同組合理事長、日本社会党東京都議団幹事長、右派日本社会党中央執行委員、日本社会党統制委員、民主社会党都議団幹事長なども務めた。
1960年（昭和35年）11月の第29回衆議院議員総選挙に東京都第2区から民社党公認で出馬して落選。第30回、第31回総選挙に出馬したがいずれも落選した。1969年（昭和44年）12月の第32回総選挙に出馬して当選し、衆議院議員に1期在任した。この間、民社党中央執行委員、同中小企業対策委員長などを務めた。その後、第33回総選挙に立候補したが次点で落選した。
1980年8月、急性肺炎により新宿区の慶應義塾大学病院で死去した。